# Diode-Transistor-Logik
Diode-Transistor-Logik (kurz: DTL) ist in der Digitaltechnik eine Logikfamilie, in der Logikgatter und Logikfunktionen durch die Verknüpfung von Dioden im Eingangsbereich und anschließender Verstärkung des Logiksignals durch Transistoren realisiert werden.
Diese Technik digitaler elektronischer Schaltkreise wurde Anfang der 1960er Jahre als Nachfolger der Widerstands-Transistor-Logik (RTL) entwickelt. Gegenüber der RTL ergibt sich eine höhere Verarbeitungsgeschwindigkeit und niedrigere Leistungsaufnahme.

## Aufbau und Funktion

NAND-Gatter in DTL-Technik vom Typ MC849

Die nebenstehende Schaltung zeigt den Aufbau eines NAND-Gatters in DTL-Technik. Wenn die Eingangsdioden V1 und V2 sperren (Eingänge auf High-Potenzial), so fließt der Strom über den Widerstand R2, der mit dem Widerstand R1 einen Spannungsteiler bildet. Die auf diese Weise erhöhte Spannung auf der Basis des Transistors V5 führt zum Durchschalten des Transistors. Dadurch geht der Ausgang in den Low-Pegel. In positiver Logik (siehe: Logikpegel) entspricht dies einem NAND-Gatter. Da der Transistor in Sättigung geht, erhält man aufgrund der notwendigen Räumung der Sperrschicht eine hohe Gatterlaufzeit. DTL-Schaltungen werden deshalb nicht mehr eingesetzt. Die Logikpegel dieser Schaltung lagen bei typischerweise etwa 0 bis 1 V für den Low-Pegel und bei etwa 1,7 bis 5 V für den High-Pegel.

## Neue Logikfamilien
Die DTL-Familie hat in der Schaltungsentwicklung heute praktisch keine Bedeutung mehr und wurde durch neuere Logikfamilien abgelöst. 
Als direkte Weiterentwicklung der Diode-Transistor-Logik kann die Transistor-Transistor-Logik (TTL) mit ihren verschiedenen Unterfamilien angesehen werden. Für den Einsatz in Umgebungen mit besonders starken elektrischen Störungen wurde die langsame störsichere Logik (LSL) entwickelt. Weiterhin steht die emittergekoppelte Logik (ECL) für schnelle Applikationen zur Verfügung. Diese drei Technologien basieren alle auf Bipolartransistoren.
Darüber hinaus steht die Complementary-MOS-Logik (CMOS-Logik) als neue Logikfamilie in der CMOS-Technologie durch Verwendung von Feldeffekttransistoren zur Verfügung.